# Amadou O. Khan
Amadou O. Khan ist ein gambischer Politiker.

## Leben
| Parlamentswahl | Stimmen          | Stimmanteil      |
| -------------- | ---------------- | ---------------- |
| 1997           | 2.878            | 60,63 %          |
| 2002           | n/a              | ohne Konkurrenz  |
| 2007           | nicht angetreten | nicht angetreten |
| 2012           | n/a              | ohne Konkurrenz  |

Amadou O. Khan trat bei der Wahl zum Parlament 1997 als Kandidat der Alliance for Patriotic Reorientation and Construction (APRC) im Wahlkreis Jokadu in der Kerewan Administrative Area an. Mit 60,63 % konnte er den Wahlkreis vor Baba Abu Khan (UDP) für sich gewinnen. Bei der Wahl zum Parlament 2002 trat Khan im selben Wahlkreis erneut an. Da es von der Opposition keinen Gegenkandidaten gab, konnte er den Wahlkreis für sich gewinnen. Für die folgende Wahl 2007 ist Khan im Wahlkreis nicht angetreten. Bei der Wahl zum Parlament 2012 trat er wieder an. Da es von der Opposition wieder keinen Gegenkandidaten gab, konnte er den Wahlkreis für sich gewinnen. Zu der Wahl zum Parlament 2017 trat Khan nicht als Kandidat an.